# Grafisia torquata
Grafisia torquata é uma espécie de passeriforme da família Sturnidae. É a única espécie do género Grafisia.
Pode ser encontrada nos seguintes países: Camarões, República Centro-Africana, Chade, República Democrática do Congo e Gabão.